# ماتيلدا روتكيرش
ماتيلدا ويلهيلمينا روتكيرش (بالإنجليزية: Mathilda Wilhelmina Rotkirch)‏ (مواليد 28 يوليوز 1813 – 6 مارس 1842) كانت رسامة فنلندية. وتعرف بأنها أول فنانة انثى بفنلندا.
ولدت في بورفو، وهي ابنة البارون كارل فريدريك روتكيرش وزوجته أوغوستا فريدريكا إليزابيث ف. روتكيرش أمينوف. كانت طالبة بالأكاديمية الملكية السويدية للفنون بين سنتي 1833 و 1838، وذهبت في رحلة دراسية لأوروبا سنة 1840 و 1840. كانت ماتيلدا ترسم البورتريهات.
ماتت في توركو بسبب وباء رئوي سنة 1842، وذلك بعد بلوغها 28 سنة من العمر.
عرضت أعمال روتكيرش في معرض بفنلندا سنة 1847، وتعرض أعمالها الآن بمعرض أتينيوم، معرض كيغناي، و Stensbölefjärden herrgård.

## أدب
- Jouni Kuurne Mathilda Rotkirch : taiteilija ja matkailija, 2002
- هيلينا ويسترمارك: Mathilda Rotkirch, Historiska och litteraturhistoriska studier (SLS) 2.s. 8–78 Hki 1926.
- Margareta Willner-Rönnholm: Målarinnan Mathilda Rotkirch – en bortglömd pionjär? Finsk Tidskrift, 2003:1